# Szent László Görögkatolikus Gimnázium és Technikum
A Szent László Görögkatolikus Gimnázium és Technikum (korábban Dienes László Gimnázium és Egészségügyi Szakképző Iskola) Debrecen görögkatolikus egyház által működtetett oktatási intézménye.

## Gimnázium
A gimnáziumi tagozat feladata az általános műveltséget megalapozó gimnáziumi érettségire és felsőfokú tanulmányok megkezdésére való felkészítés. Kiemelt képzési területei az idegen nyelvi és informatikai. Öt-öt évfolyamos magyar-angol két tanítási nyelvű vagy nyelvi előkészítővel induló osztályokban a diákokat felkészítik a nyelvvizsgára.

### A 2022/2023-as tanévben induló osztályok
| Képzési forma          | Képzési forma                    | Kód  | Évfolyam | Felvehető |
| Képzési forma          | Képzési forma                    | Kód  | Évfolyam | Osztályok |
| ---------------------- | -------------------------------- | ---- | -------- | --------- |
| Négyévfolyamos osztály | Emelt szintű német nyelvi        | 0003 | 4        | 1         |
| Ötévfolyamos osztály   | Angol nyelvi előkészítővel       | 0001 | 5        | 0,5       |
| Ötévfolyamos osztály   | Magyar-angol két tanítási nyelvű | 0002 | 5        | 0,5       |

## Technikum
Az egészségügyi tagozaton nappali- és esti felnőttképzés folyik. Ennek keretében a hallgatók OKJ-s szakképzettséget szereznek.

### Nappali képzésben
- ápoló
- általános orvosasszisztens
- csecsemő- és gyermekápoló
- fogtechnikus

### Esti képzésben
- ápoló
- kisgyermekgondozó-nevelő
- szociális gondozó és ápoló

A 2011/2012-es tanévtől a szakmai nyelv tanulását is bővítették. Szaknyelvi specializációt (angol vagy német nyelv) szabadon választhatnak a tanulók. A gyakorlati képzés kórházi osztályokon, szakrendelőkben, fogtechnikai laboratóriumban és egészségügyi alapellátási intézményekben folyik. A fogtechnikus képzést kivéve az iskola biztosítja a gyakorlati helyeket.
Az iskola diákjai 2004-től 2008-ig csereprogram keretében Finnországban tölthették szakmai gyakorlatuk egy részét. A 2009/2010-es tanévtől Dániában 2010/2011-ben pedig akár Hollandiában is.

### A 2022/2023-as tanévben induló osztályok
| Ágazat       | Kód  | Évfolyam | Kimenet                                 |
| ------------ | ---- | -------- | --------------------------------------- |
| Egészségügyi | 0004 | 5        | Gyakorló ápoló                          |
| Egészségügyi | 0004 | 5        | Mentőápoló                              |
| Egészségügyi | 0004 | 5        | Egészségügyi asszisztens                |
| Egészségügyi | 0005 | 6        | Általános ápoló                         |
| Szociális    | 0006 | 5        | Szociális és rehabilitációs szakgondozó |